# Юрковский, Анатолий Вильгельмович
Анатолий Вильгельмович Юрковский (укр. Анатолій Вільгельмович Юрковський; 15 сентября 1929 — 2008) — украинский политик, народный депутат Украины 2-го созыва (21.04.1996 г. — 12.05.1998 г.), избран в Ленинском (г. Севастополь) избирательном округе N 045. Кандидат философских наук.
Украинец. Член КПУ. Имеет образование инженера-механика и преподавателя обществоведения, на время избрания депутатом ВР — преподаватель Севастопольского филиала Киевского индустриально-педагогического колледжа. Член Комитета Верховной Рады Украины по вопросам правовой политики и судебно-правовой реформы.
Участник Великой отечественной войны, воевал с Японией, контр-адмирал. 41 год отдал службе в ВМФ СССР. Депутат Народной Рады Украины 13-го созыва, участник международного общественного трибунала по расследованию преступлений НАТО на территории бывшей Югославии.
Первый заместитель председателя Центрального совета всеукраинского союза советских офицеров, руководитель гражданской организации "Антифашистский комитет Украины".
На выборах в Раду 1998 и 2002 года баллотировался по киевскому избирательному округу № 223.
Живёт в Киеве на улице Ревуцкого.